# Vĩnh An (nhạc sĩ)
Vĩnh An là một nhạc sĩ nổi tiếng với những ca khúc viết về quê hương mang âm hưởng dân ca Việt Nam.

## Tiểu sử
Nhạc sĩ Vĩnh An sinh ngày 2 tháng 5 năm 1929 tại Tây Sơn – Bình Định, một vùng quê được coi là chiếc nôi của nghệ thuật tuồng, trong một gia đình đam mê nghệ thuật. Cha là tay đàn giỏi, chú là giọng hát hay, đã từng tham gia hoạt động trong phong trào thanh niên dân chủ. Lớn lên trong không khí hát bội Bình Định. Ông đã từng là người lính tham gia hoạt động thời kì bí mật, từng giữ các cương vị đại đội trưởng, huyện đội trưởng, trưởng đoàn đoàn văn công quân đội, trưởng ban tuyên huấn... Sự trưởng thành của Vĩnh An trên con đường âm nhạc là do quá trình tự học, học ở các thầy và đàn anh đi trước, học ở trường nghệ thuật quân đội và các chuyên gia nước ngoài. Ông sáng tác nhạc từ trước Cách mạng Tháng Tám. Vĩnh An yêu thích các làn điệu dân ca dân tộc Việt Nam, đặc biệt là những làn điệu quê hương. Sau Hiệp định Genève, Ông rời vùng tự do Khu V ra Bắc tập kết và nổi tiếng ngay bằng bài hát Dấu chân trên rừng. Sau đó là Gửi anh lính bờ Nam và Như cánh chim Kơtia. Trong chiến tranh Việt Nam, Vĩnh An đã từng đi thực tế đến vùng đất Quảng Bình. Bước vào thập kỷ Đổi mới, ông trở về quê hương sông Côn của mình và viết ca khúc Đi tìm người hát Lý Thương nhau, Nắng ấm quê hương viết về Thái Bình. Những tác phẩm của nhạc sĩ Vĩnh An luôn nhận được nhiều lời yêu cầu của đông đảo thính giả nghe Đài tiếng nói Việt Nam 

## Tác phẩm
Nhạc sĩ Vĩnh An đã sáng tác hơn 300 ca khúc (số ca khúc của ông bằng khoảng một nửa số ca khúc của Trịnh Công Sơn), hàng chục tác phẩm nhạc không lời cho sân khấu và điện ảnh. Với vốn văn học của một cây bút đã tốt nghiệp Đại học Văn, ông còn viết hàng trăm bản ca từ cho các làn điệu dân ca Bắc, Trung, Nam và hàng chục tác phẩm âm nhạc khác dành cho sân khấu. Một số tác phẩm tiêu biểu:
- Bà mẹ trên sông Quảng Bình
- Mùa về bên bờ sông Kiến Giang
- Dấu chân trên rừng
- Gửi anh lính bờ Nam
- Như cánh chim Kơtia
- Khúc hát đảo xa
- Đi tìm người hát Lý Thương nhau
- Nắng ấm quê hương
- Đẹp mãi tên anh
- Chiều Ô Loan
- Đường về Hà Tĩnh
- Đường Trường Sơn
- Thanh niên xung phong đi mở đường
- Hát về miền quê mới
- Bên bờ sông Côn
- Cây lúa non như con của mẹ

## Nhận xét
"Sinh ra và lớn lên ở Bình Định, một vùng quê được coi là chiếc nôi của nghệ thuật Tuồng, có lẽ vì thế mà màu sắc âm hưởng của môn nghệ thuật này rất đậm nét trong nhiều tác phẩm của Vĩnh An. Cũng có người cho rằng những tác phẩm của ông đã thể hiện cảm hứng nghệ thuật Tuồng khi ông se duyên cùng với một nghệ sĩ Tuồng – Nghệ sĩ nhân dân Đàm Liên. Thật khó có thể phân định được, chỉ biết rằng khi gặp nhau, hai tâm hồn nghệ sĩ ấy đã yêu thương và chắp cánh cho nhau rất nhiều...Những nhận xét "Vĩnh An - con người của dân ca" hay "Vĩnh An - Nhạc sĩ của những miền quê" đã bao trùm lên tất cả tác phẩm và con người của ông" (nhận xét của Minh Hà) 
"Tuy trong sáng tác của Vĩnh An ít thấy những khúc quân hành nhưng không vì thế mà mất đi sự gần gũi giữa ông với những người lính. Thông qua các sáng tác của mình, Vĩnh Anh đã dành cho các chiến sĩ những tình cảm yêu mến thiết tha nhất" (nhận xét của Minh Hà) 